# Kuzmînske, Novhorod-Siverskîi
Kuzmînske (în ucraineană Кузьминське) este un sat în comuna Peceniuhî din raionul Novhorod-Siverskîi, regiunea Cernihiv, Ucraina.

## Demografie
Componența lingvistică a localității Kuzmînske
     Rusă (69,23%)
     Ucraineană (30,77%)
Conform recensământului din 2001, majoritatea populației localității Kuzmînske era vorbitoare de rusă (69,23%), existând în minoritate și vorbitori de ucraineană (30,77%).